# Brookfield Center (Ohio)
Brookfield Center es un lugar designado por el censo ubicado en el condado de Trumbull en el estado estadounidense de Ohio. En el Censo de 2010 tenía una población de 1207 habitantes y una densidad poblacional de 166,44 personas por km².

## Geografía
Brookfield Center se encuentra ubicado en las coordenadas 41°14′19″N 80°33′21″O / 41.23861, -80.55583. Según la Oficina del Censo de los Estados Unidos, Brookfield Center tiene una superficie total de 7.25 km², de la cual 7.25 km² corresponden a tierra firme y (0%) 0 km² es agua.

## Demografía
Según el censo de 2010, había 1207 personas residiendo en Brookfield Center. La densidad de población era de 166,44 hab./km². De los 1207 habitantes, Brookfield Center estaba compuesto por el 97.02% blancos, el 1.33% eran afroamericanos, el 0.08% eran amerindios, el 0.41% eran asiáticos, el 0% eran isleños del Pacífico, el 0% eran de otras razas y el 1.16% pertenecían a dos o más razas. Del total de la población el 0.5% eran hispanos o latinos de cualquier raza.